# Merci, ça va
Pour plus de détails, voir Fiche technique et Distribution.
Merci, ça va (Köszönöm, megvagyunk) est un film hongrois réalisé par László Lugossy, sorti en 1981.

## Synopsis
József B., un ouvrier quadragénaire, veuf et père d'une petite fille, engage pour le ménage l'une de ses jeunes collègues.

## Fiche technique
- Titre : Merci, ça va[1]
- Titre original : Köszönöm, megvagyunk
- Réalisation : László Lugossy
- Scénario : István Kardos
- Photographie : József Lörincz
- Montage : Margit Galamb
- Pays :  Hongrie
- Genre : Drame
- Durée : 101 minutes
- Dates de sortie : 
  -  Hongrie : 12 février 1981

## Distribution
- József Madaras : József B.
- Júlia Nyakó : Éva
- Lajos Szabó : oncle Béla
- Ágnes Kakassy : la femme de l'oncle Béla
- Ferenc Bács : Müvezetõ
- Myrtill Madaras : la fille de József

## Distinctions
Le film a été présenté en sélection officielle en compétition lors de Berlinale 1981 où il reçoit le prix FIPRESCI.